# Estadio Olímpico Andrés Quintana Roo
Das Estadio Olímpico Andrés Quintana Roo ist ein Fußballstadion mit Leichtathletikanlage in der mexikanischen Küstenstadt Cancún im Bundesstaat Quintana Roo. Die ursprüngliche Kapazität von rund 17.000 Plätzen wurde eigens auf sein heutiges Fassungsvermögen von rund 20.000 erhöht, um den Umzug des Fußballvereins Atlante von Mexiko-Stadt nach Cancún zu ermöglichen. Seit der Saison 2007/08 trägt Atlante hier seine Heimspiele aus und brachte somit erstmals überhaupt Erstligafußball auf die Halbinsel Yucatán.
Die Anlage ist nach dem Politiker Andrés Quintana Roo (1787–1851) benannt, der auch Namensgeber des gleichnamigen Bundesstaates ist, in dem sich die Touristenmetropole Cancún befindet.
Offiziell eröffnet wurde das erweiterte Stadion am zweiten Spieltag der Primera División 2007/08 mit der Begegnung zwischen Atlante und den UNAM Pumas. Bereits nach fünf Minuten erzielte Alain Nkong das spielentscheidende Tor zum 1:0-Sieg für Atlante und war somit der erste Torschütze in diesem Stadion.
Im letzten Spiel desselben Turniers (der Apertura 2007) standen sich exakt an gleicher Stelle erneut die Atlante Potros und die UNAM Pumas gegenüber. Diesmal gewann Atlante gleich doppelt: das Spiel durch ein spätes Tor von Clemente Ovalle mit 2:1 und dadurch auch die erste Meisterschaft nach 13½ Jahren, ihre erst dritte Meisterschaft in der Primera División überhaupt.
Überhaupt scheint der zuvor unter chronischer Erfolglosigkeit leidende Verein an seinem neuen Standort wieder an bessere Zeiten anknüpfen zu können; denn bereits anderthalb Jahre später gewann er in diesem Stadion die CONCACAF Champions League. Weil Atlante bereits das Finalhinspiel bei Cruz Azul mit 2:0 gewonnen hatte, genügte den Blau-Roten im Rückspiel am 12. Mai 2009 vor heimischer Kulisse ein torloses Spiel, um diesen Wettbewerb zum zweiten Mal nach 1983 zu gewinnen.